# Meropé (Oinopión leánya)
Meropé Oinopión khioszi király kedvese vagy leánya, az utóbbi esetben Heliké az anyja és két fiútestvére, Talósz és Euanthész is volt. Két alapvető mítoszváltozata van. Mindkettő szerint az óriás vadász, Órión szerelmes lett és feleségül akarta venni.
Az első változatban Oinopión mindenképpen meg akarta akadályozni az esküvőt ezért leitatta Óriónt, kiszúrta a részeg vadász szemeit, majd a tengerbe vettette. A megvakított Óriónt Héphaisztosz mentette meg, és egy fiút adott mellé vezetőnek. Így jutott vissza a bosszúszomjas vadász Oinopion udvarába, hogy megölje a királyt. De Héphaisztosz Oinopiónt is megsegítette azzal, hogy egy földalatti kamrát épített neki, ahol Órión nem találhatott rá. Órión, aki hiába kereste ellenfelét Déloszba ment, ahol Artemisz megölte.
A másik változat szerint Oinopion feltételt szabot a kérőnek: a sziget veszélyes vadjait kellett volna kiirtania, de azt nem tette meg. Az emiatt kikosarazott kérő részegen megerőszakolta Meropét, ezért állt bosszút Oinopión. Órión szeme világát Héliosz vagy Éósz adta vissza, de soha többé nem járt Meropé felé.
Meropé e szerencsétlen kaland után Thanatosz felesége lett (bár ugyanezt Héliosz leányáról is mondják).